# Antonio Seoane

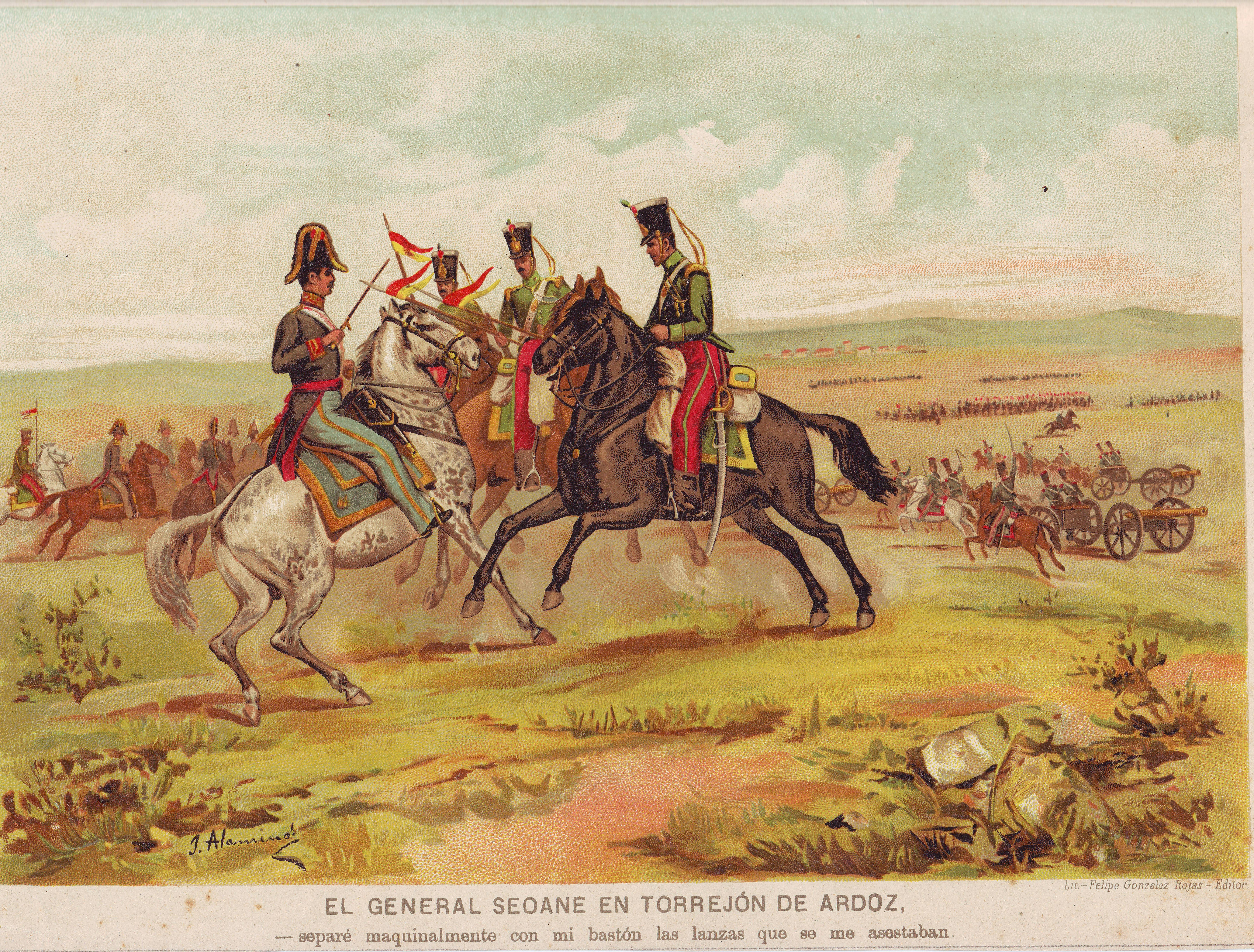
Litografía que representa al general Seoane en la batalla de Torrejón de Ardoz.

Antonio Seoane Hoyos (Alcalá del Río, Sevilla, 1790 - El Puerto de Santa María, Cádiz, 1862) fue un militar y político español.  

## Biografía
Militar liberal natural de Alcalá del Río fue, en mayo de 1836, ministro de la Guerra. Diputado desde 1834 fue presidente del Congreso de los Diputados en septiembre de 1837 y después senador por Badajoz en 1841 y por Murcia en 1843.